# Diariatou Diallo
Pour les articles homonymes, voir Diallo.
Ne doit pas être confondue avec Dieretou Diallo
Diariatou Diallo est née le 12 août 1991 à Pilimini (Koubia) où elle a grandi dans la région de Labé (Guinée). Elle est journaliste, activiste de la société civile, féministe et active dans beaucoup de rencontres en Afrique,,.

## Parcours scolaire et universitaire
Diariatou fait ses études primaires à l’école Hoggo Mbouro, puis fréquente le collège et le lycée à Thydel, dans la ville de Labé.
Apres l’obtention de son baccalauréat en 2011, elle est orientée à l'université Julius Nyerere de Kankan, mais fait le choix d'une université privée de Conakry, l’université Amadou Dieng, dont elle sort diplômée en Droit des affaires.

## Parcours professionnel
Après l’université elle fait 2 ans à la radio Soleil FM en tant que présentatrice de journal, de flash, animatrice et reporter.
Elle a été agent communautaire auprès de Médecins sans frontières (MSF) pour la lutte contre la fièvre hémorragique à virus Ebola.

## Activiste
Membre fondatrice des Amazones de la presse guinéenne, membre de plusieurs associations et structures guinéennes et de la sous-région. Elle collabore à La Voix du Peuple, à Destin en Main, elle est alumna de la quatorzième session du Young African Leaders Initiative (YALI) (Young African Leaders Initiatives) du Centre régional de leadership de Dakar. Elle est aussi membre de la Ligue de la Jeunesse, de la Synergie d’Actions des Jeunes Leaders pour une Guinée Nouvelle, de l’Association des journalistes en santé de Guinée.

### 4h avec l’Humain
Elle est l’initiatrice de l’activité « 4 heures de lecture sans vos smartphones », une activité qui se passe une fois par mois à Conakry.

## Prix et reconnaissances
- Mars 2019 : 3e prix du Hackathon organisé par Saboutech ;
- Mai 2019 : 3e prix du Forum du numérique au Foutah ;
- En 2019, elle est nommée dans la catégorie Société Civile des J awards[6].